# Robert John Kennedy
Sir Robert John Kennedy (* 24. Dezember 1851; † 11. November 1936) war ein britischer Diplomat.

## Leben
Robert John Kennedy war der Sohn des Robert Stewart Kennedy (1807–1854), von dem er das Cultra Estate bei Craigavad im County Down, einschließlich des Familiensitzes Kennedy Lodge, erbte.
Er wurde an der Harrow School erzogen und studierte am University College in Oxford, wo er 1874 einen Bachelor- und 1883 einen Master-Abschluss erhielt. Am 9. August 1883 heiratete er Hon. Bertha Jane Ward (1936), Tochter des Henry Ward, 5. Viscount Bangor. Mit ihr hatte er vier Töchter.

## Diplomatischer Dienst
Bereits 1870 trat er in den auswärtigen Dienst.
Von 1874 bis 1876 war er Attaché in Madrid.
Von 1877 bis 1879 war er Gesandtschaftssekretär in Konstantinopel.
Von 1877 bis 1879 war er Gesandtschaftssekretär in Sankt Petersburg.
Von 1882 bis 1884 war er Geschäftsträger in Sofia.
Von 1886 bis 1898 war er Geschäftsträger in Bukarest.
Von 1888 bis 1893 war er Gesandtschaftssekretär in Teheran und von 1889 bis 1891 Geschäftsträger.
Von 1894 bis 1896 war er Resident in Cetinje, Montenegro.
Beim Staatsbesuch von Mozaffar ad-Din Schah im August 1902 widmete er sich diesem.
Bei der 3 Royal Irish Rifles (the North Down Militia) war er Leutnant.

## Orden und Auszeichnungen
1887 wurde er als Companion in den Order of St Michael and St George (CMG) aufgenommen und am 1. Januar 1913 zum Knight Grand Cross des Order of St Michael and St George (GCMG) geschlagen, weshalb er fortan den Namenszusatz „Sir“ führte.
Er war auch Knight of Justice des Order of St. John (KJStJ) und Fellow der Royal Geographical Society.